# Shaun Tan

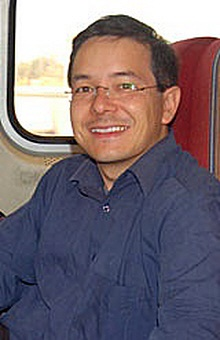
Shaun Tan, 2007

Shaun Tan (* 1974 in Fremantle, Western Australia) ist ein australischer Schriftsteller und Illustrator.

## Leben und Werk
Shaun Tan ist spezialisiert auf Bilderbücher bzw. Graphic Novels. 2010 war er künstlerischer Ehrengast bei der 68. Worldcon in Melbourne. Sein vielfach preisgekröntes Buch The Arrival (dt. Ein neues Land) beschreibt in eindringlichen Bildern das Auswandern eines Familienvaters in ein fremdes Land, mit völlig fremden Bräuchen, Lebensmitteln und Tieren. Shaun Tan hat an diesem Buch vier Jahre lang gearbeitet. In diesem Buch gibt es kein einziges lesbares Wort.
Er arbeitete als Concept Artist an den Filmen Horton hört ein Hu! und WALL·E – Der Letzte räumt die Erde auf, die beide 2008 veröffentlicht wurden. Sein Film The Lost Thing, den er mit Andrew Ruhemann realisierte und der auf seinem eigenen Buch aus dem Jahr 1999 beruht, wurde vielfach ausgezeichnet.

## Auszeichnungen
- 2000 World Fantasy Award, Bester Künstler
- 2001 Ditmar Award, Kategorie Best Artwork, The Lost Thing
- 2002 New South Wales Premier’s Literary Awards, Patricia Wrightson Prize for Children's Literature, The Red Tree
- 2006 New South Wales Premier’s Literary Award, The Arrival
- 2007 Picture Book of the Year Award, The Arrival
- 2007 World Fantasy Award, Bester Künstler
- 2008 Prix du meilleur album auf dem Festival International de la Bande Dessinée d’Angoulême, The Arrival
- 2008 Buch des Monats (Oktober) des Institut für Jugendliteratur, The Arrival
- 2008 ALA Best Books for Young Adults, ‘’The Arrival’’
- 2009 LUCHS 260, Tales from Outer Suburbia
- 2009 Deutscher Jugendliteraturpreis / Kategorie Bilderbuch, Tales from Outer Suburbia
- 2009 World Fantasy Award, Bester Künstler
- 2010 Oscar, Kategorie Bester animierter Kurzfilm, The Lost Thing
- 2011 Trickfilmfestival Stuttgart, SWR-Publikumspreis für The Lost Thing
- 2011 Kröte des Monats Juni für Der Vogelkönig und andere Skizzen
- 2011 Astrid-Lindgren-Gedächtnis-Preis
- 2014 Illustrationspreis für Kinder- und Jugendbücher für Die Regeln des Sommers
- 2020 Kate Greenaway Medal für Tales from the Inner City

## Werke
- The Playground, 1997
- The Puppet, 1999, Text von Ian Bone
- The Lost Thing, 2000 (dt. Die Fundsache, Carlsen Verlag, Hamburg, 2009, ISBN 978-3-551-51725-8)
- The Red Tree, 2001 (dt. Der Rote Baum, Carlsen Verlag, Hamburg, 2012, ISBN 978-3-551-51778-4)
- The Rabbits, 2003 (dt. Die Hasen)
- The Arrival, 2006 (dt. Ein neues Land, Carlsen Verlag, Hamburg, 2008, ISBN 978-3-551-73431-0)
- Tales from Outer Suburbia, 2008 (dt. Geschichten aus der Vorstadt des Universums, Carlsen Verlag, Hamburg, 2008, ISBN 978-3-551-58198-3)
- Eric, 2010
- The Bird King and other Sketches. Templar Publishing, 2011 (dt. Der Vogelkönig und andere Skizzen, Carlsen Verlag, Hamburg, 2011, ISBN 978-3-551-51759-3)
- mit Philip Pullman: Grimms Märchen, aus dem Englischen von Martina Tichy. Aladin Verlag, Hamburg 2013, ISBN 978-3-8489-2001-3.[2]
- The Rules of Summer, 2013 (dt. Die Regeln des Sommers, aus dem Englischen von Eike Schönfeld. Aladin Verlag, Hamburg 2014, ISBN 978-3-8489-0010-7)
- The Singing Bones, 2016
- Tales from the Inner City, 2018 (dt. Reise ins Innere der Stadt, Aladin Verlag, Hamburg 2018, ISBN 978-3-8489-2118-8)
- Cicada, 2018 (dt. Zikade, Aladin Verlag, Hamburg 2019, ISBN 978-3-8489-0163-0)
- Dog, 2020